# Premariacco
Premariacco (Premariâs in friulano) è un comune italiano di 3 939 abitanti del Friuli-Venezia Giulia.

## Geografia fisica
Situato in bella posizione nella prima fascia collinare del Friuli orientale, è unito da un importante Ponte romano sul fiume Natisone. 
Comprende le frazioni di Orsaria, Leproso, Ipplis, Azzano, San Mauro, Paderno, Firmano. 
Orsaria ospita una Chiesa intitolata a Sant'Ulderico, edificata nel 1905 sulla base di un probabile castelliere precedente. La Chiesa si trova sulla sponda destra del Natisone. Anche la frazione di Firmano ospita un castelliere di origine romana o preromana, presso il quale si trovarono importanti resti longobardi.
La frazione di Azzano fa parte dell'associazione degli Azzano d'Italia, undici fra comuni e frazioni che portano nel loro nome il termine Azzano e che hanno i cittadini che si chiamano azzanesi: Azzano d'Asti, Azzano Decimo, Azzano Mella, Azzano San Paolo, Castel d'Azzano.
Nella frazione di Ipplis viene coltivata intensamente la vite.
La frazione di San Mauro ospita un'aviosuperficie.

## Storia
Oltre a Fiore dei Liberi, Premariacco ha dato i natali a Paolino di Aquileia, venerato dalla Chiesa Cattolica come santo, e probabilmente nato nella frazione di San Mauro, della famiglia dei Saccavini.
La sede locale della Croce Rossa Italiana è dedicata a Margherita Kaiser Parodi.

### Simboli
Lo stemma e il gonfalone sono stati concessi con decreto del presidente della Repubblica del 29 ottobre 1986.
Nello stemma del paese è presente un fioretto, un richiamo alla personalità più illustre del paese, Fiore dei Liberi, maestro di scherma e autore del più antico trattato di scherma conosciuto.
Il gonfalone è un drappo rettangolare di bianco.

## Monumenti e luoghi d'interesse
- Castello di Rocca Bernarda (Ipplis)
- Chiesa parrocchiale di San Silvestro Papa
- Chiesa di Sant'Ulderico (Orsaria)
- Chiesa di San Martino (Leproso)
- Ex chiesa di San Silvestro
- Casa della Confraternita dei Battuti
- Passarella di Firmano
- Spiaggia sul Natisone
- Ponte romano sul Natisone (a Premariacco)

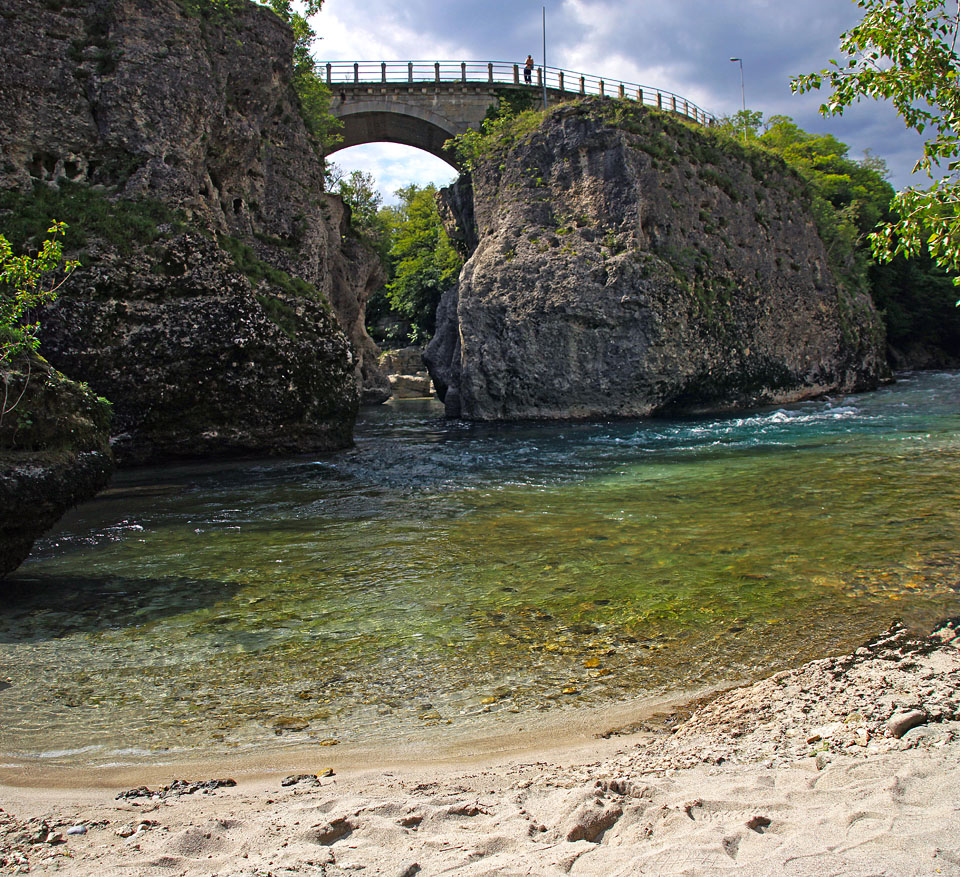
Ponte Romano
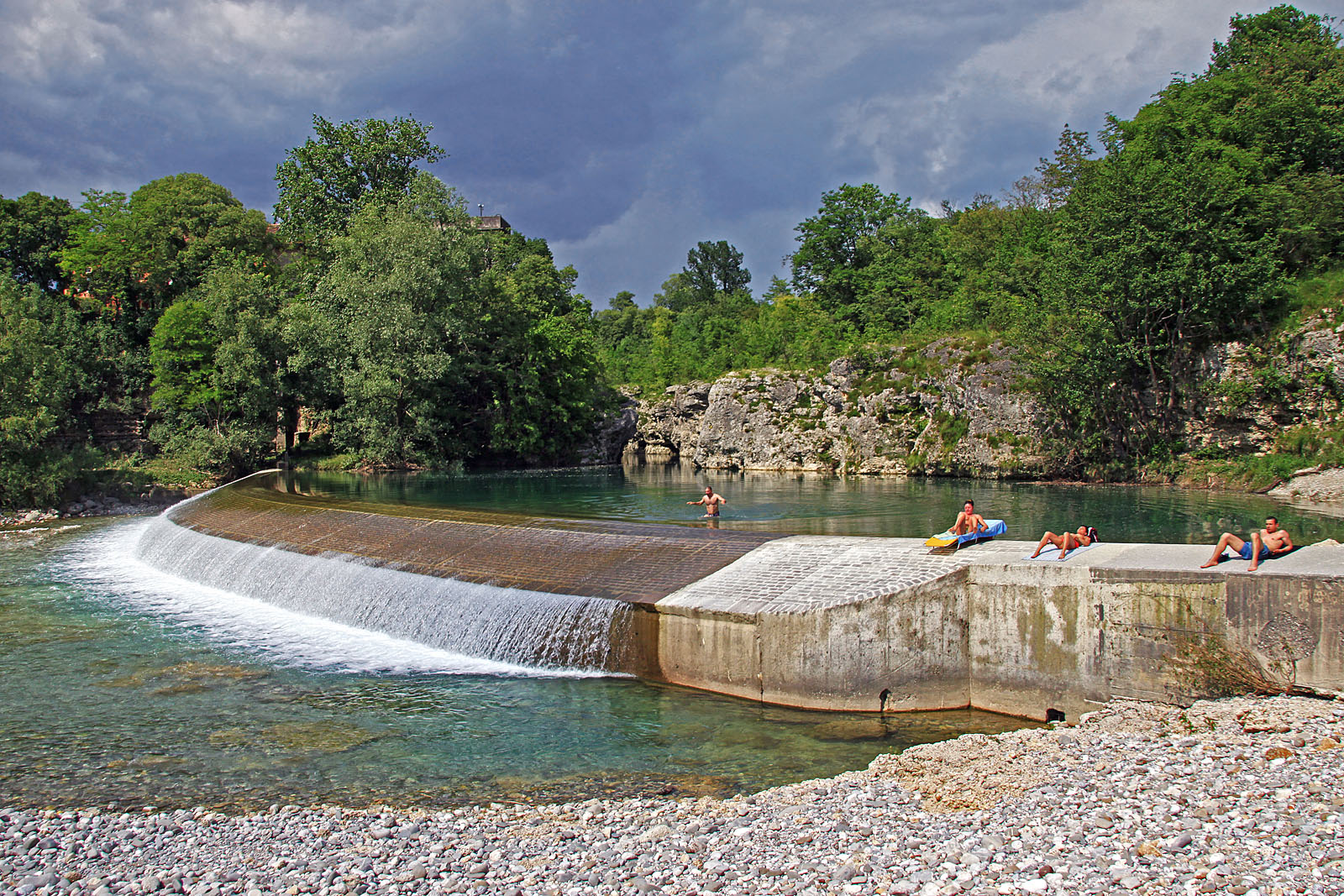
Spiaggia di Premariacco
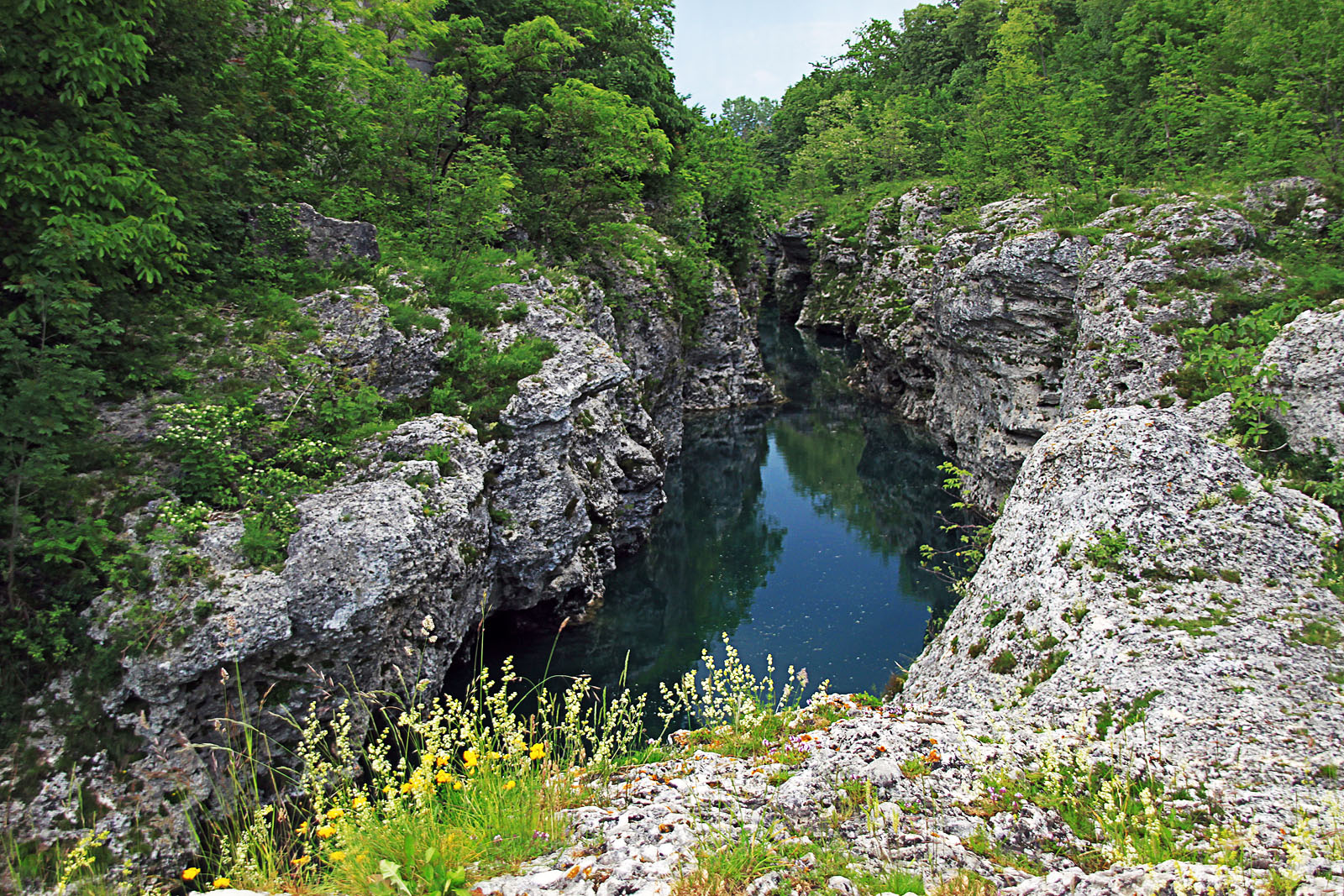
Canyon a Premariacco
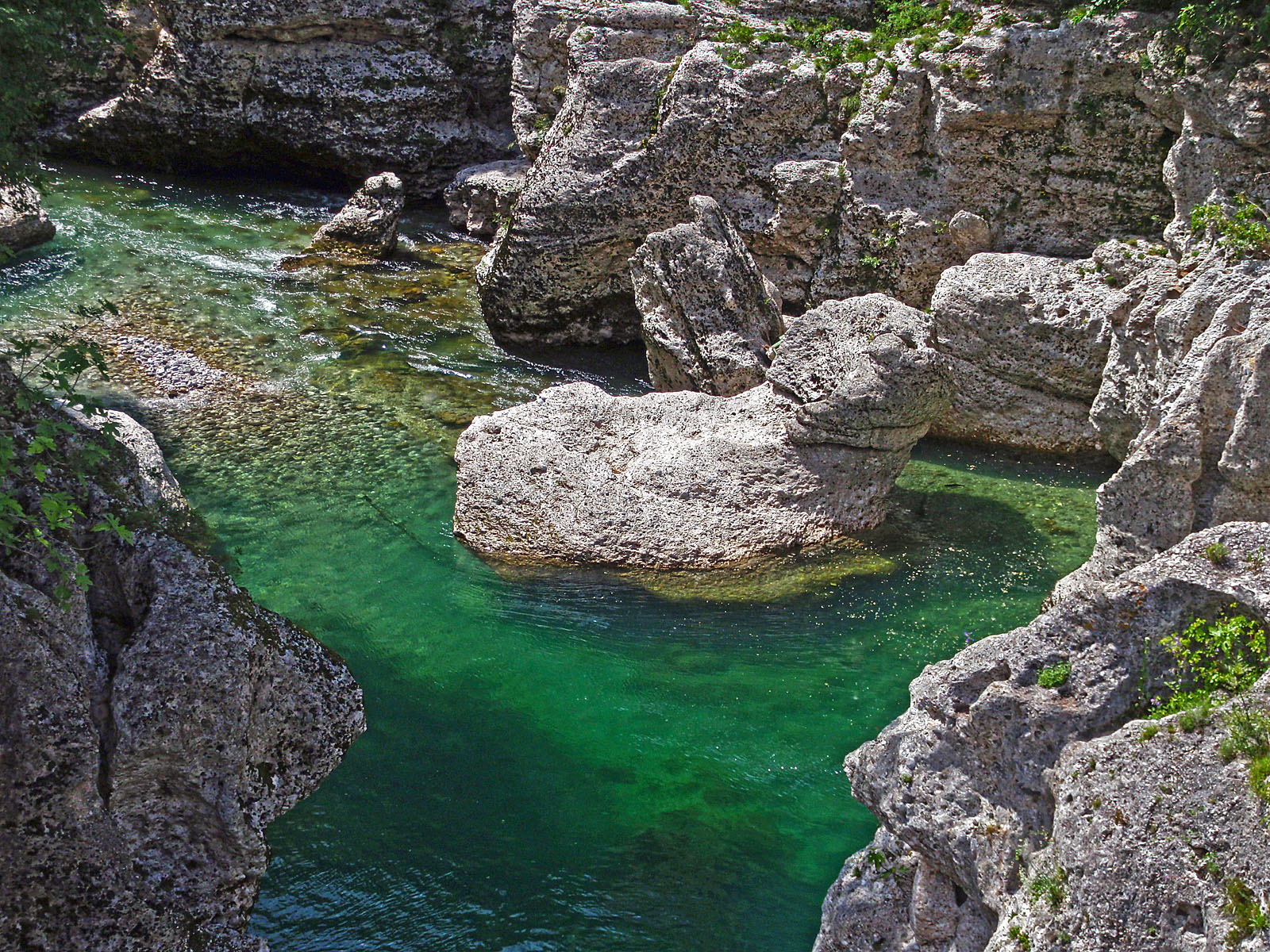
Alveo del conglomerato di Natisone

## Società

### Evoluzione demografica
Abitanti censiti

### Lingue e dialetti
A Premariacco, accanto alla lingua italiana, la popolazione utilizza la lingua friulana. Ai sensi della Deliberazione n. 2680 del 3 agosto 2001 della Giunta della Regione autonoma Friuli-Venezia Giulia, il Comune è inserito nell'ambito territoriale di tutela della lingua friulana ai fini della applicazione della legge 482/99, della legge regionale 15/96 e della legge regionale 29/2007.
La lingua friulana che si parla a Premariacco rientra fra le varianti appartenenti al friulano centro-orientale.

## Amministrazione

### Sindaci dal 1995
| Periodo | Periodo   | Primo cittadino   | Partito                     | Carica  | Note |
| ------- | --------- | ----------------- | --------------------------- | ------- | ---- |
| 1995    | 2005      | Paolo Cecchini    | Centro destra               | Sindaco |      |
| 2005    | 2015      | Rocco Ieracitano  | Lista civica                | Sindaco |      |
| 2015    | 2020      | Roberto Trentin   | Lista "Vivere Premariacco"  | Sindaco |      |
| 2020    | in carica | Michele De Sabata | Lista "Premariacco Riparte" | Sindaco |      |